# Nothrotheriidae
De Nothrotheriidae zijn een familie van uitgestorven grondluiaards die leefden van ongeveer 13,8 miljoen jaar geleden tot 12.000 jaar geleden. De familie werd eerst geplaatst binnen de stam Nothrotheriini of de onderfamilie Nothrotheriinae binnen Megatheriidae, maar worden nu geplaatst in hun eigen familie, Nothrotheriidae. Nothrotheriides verschenen in de Tortonien in Zuid-Amerika. Onder deze groep valt de relatief licht gebouwde Nothrotheriops, die een lengte had van ongeveer 2,75 meter. Hoewel Nothrotheriides klein waren in vergelijking met sommige van hun Megatheriide familieleden, vormden hun klauwen een effectieve verdediging tegen roofdieren, vergelijkbaar met die van grotere miereneters tegenwoordig.

## Evolutie
Tijdens het Laat-Mioceen en het Plioceen paste het luiaardgeslacht Thalassocnus van de westkust van Zuid-Amerika zich aan aan een levensstijl in ondiep water. De gezinsplaatsing van Thalassocnus wordt echter betwist; hoewel lang beschouwd als een Nothrotheriide, verplaatst een recente analyse het naar Megatheriidae terwijl een andere het in een basale positie binnen Nothrotheriidae houdt.
De vroegste nothrotheriide in Noord-Amerika was Nothrotheriops, die aan het begin van het Pleistoceen verscheen, ongeveer 2,6 miljoen jaar geleden. Nothrotherium bereikte Mexico (Nuevo León) tegen het Laat-Pleistoceen.
De laatste grondluiaards in Noord-Amerika van Nothrotheriops stierven zo recent dat hun gedroogde subfossiele mest in sommige grotten (bijv. De Rampart-grot in de Grand Canyon) onaangetast is gebleven, alsof het pas onlangs is afgezet. Een van de skeletten, gevonden in een lavatunnel bij Aden Crater, grenzend aan Kilbourne Hole, New Mexico, had nog steeds huid en haar behouden en bevindt zich nu in het Peabody Museum van Yale. De grootste specimens van Nothrotheriops-mest zijn te vinden in de collecties van het National Museum of Natural History.

## Classificatie
- ? Onderfamilie Thalassocninae
  - Geslacht Thalassocnus
- Onderfamilie Nothrotheriinae
  - Geslacht Amphibradys
  - Geslacht Chasicobradys
  - Geslacht Huilabradys
  - Geslacht Mionothropus
  - Geslacht Nothropus
  - Geslacht Nothrotheriops
  - Geslacht Nothrotherium
  - Geslacht Pronothrotherium
  - Geslacht Xyophorus